# 2-methoxyethanol
2-methoxyethanol is een organische verbinding met als brutoformule C3H8O2. Het is een kleurloze vloeistof met een kenmerkende geur. De stof wordt gebruikt als oplosmiddel voor kleurstoffen, harsen, vernis.

## Synthese
2-methoxyethanol kan worden gesynthetiseerd uit een reactie van etheenoxide en methanol:
{\displaystyle {\ce {C2H4O + CH4O -> C3H8O2}}}

## Toxicologie en veiligheid
De stof kan ontplofbare peroxiden vormen en reageert met sterk oxiderende stoffen, waardoor er kans op brand en ontploffing ontstaat. 2-methoxyethanol tast ook sommige kunststoffen aan.